# Ludwig Ferdinand Ruez
Ludwig Ferdinand Ruez (* 10. Mai 1885 in München; † 29. November 1967 in Puerto Rico (Misiones), Argentinien) war ein deutscher Agitator im Dienste des Deutschvölkischen Schutz- und Trutzbundes (DVSTB) und der frühen NSDAP (1920/21). Er wirkte nach seiner Auswanderung 1921 als (falscher) Arzt in Argentinien.

## Leben

### Vorbemerkung
Das Leben von Ludwig Ferdinand Ruez ist geprägt von einer zentralen Lüge, zu der er nach seiner Auswanderung nach Argentinien (1921) griff. Er trat in Argentinien schon bald nach seiner Ankunft als Arzt auf, ohne jedoch Medizin studiert, ein Examen abgelegt oder gar promoviert zu haben. Um seine Hochstapelei zu vertuschen, fälschte er seine „Familien-Chronik“ überall dort, wo seine „Arzt-Story“ hätte aufgedeckt werden können, und kompilierte sie 1936 neu.

### Ausbildung
Über seine Schulbildung hat der streng katholisch erzogene Ruez in seiner Chronik wenig notiert – oder aber er hat diese Eintragungen bei der Neufassung seiner Chronik wieder entfernt. Aus einem 1921 angelegten Vernehmungsprotokoll der Polizeidirektion München (s. u.) geht hervor, dass Ruez ab dem Schuljahr 1891/92 vier Schuljahre in der Volksschule Lindau und anschließend fast drei Schuljahre in der dortigen Realschule absolviert hat. Wegen seiner schlechten Zensuren und wegen des tragischen Todes seines Vaters verließ er die Realschule noch vor Ende des Schuljahres und wurde von seinen Großeltern väterlicherseits im Schuljahr 1898/99 auf das streng- katholische „Knaben-Institut Cassianeum“ in Donauwörth geschickt. Zwar sollte er dort zwei Jahre absolvieren, um mit der Mittleren Reife abzugehen, aber auch diese Schule verließ der junge Ludwig Ferdinand vorzeitig, um danach – wie von seinen Großeltern von Anfang an geplant – eine solide Kaufmannslehre zu beginnen. Diese absolvierte er zwischen 1900 und 1903 in der Manufakturwarenhandlung Max Frisch im hohenzollernschen Sigmaringen und arbeitete hinterher noch kurze Zeit in verschiedenen deutschen Städten als Jungkaufmann. Zwischen 1904 und 1910 genügte er seiner Wehrpflicht und absolvierte dabei eine Ausbildung zum Sanitäter bei der königlich bayerischen Armee, wurde aber vorrangig „ausgebildet für Hauptsanitätsdepots“ – also für die Logistik – und verließ die Armee im Range eines Sanitäts-Sergeanten.
Im Jahr 1911 heiratete er die aus Böhmen stammende Köchin Zdenka Mariska, mit der er bereits zwei Kinder hatte, Meta (* 1907) und Ludwig (* 1910), für die er im selben Jahr noch die Vaterschaft übernahm.

### Beruf
Nach seinem Abschied von der bayerischen Armee hatte er wohl zum Jahresanfang 1911 seine erste Stelle als Eisenbahn-Assistent in Gmund am Tegernsee angetreten, die er aber in seiner „Familien-Chronik“ ebenso verschweigt wie seine Ausbildung zum Handlungsgehilfen. Stattdessen wollte er dort eine Stelle als Arzt angetreten haben, was aber durch mehrere Quellen, u. a. eine Passage in einem Kaufvertrag von 1912, eindeutig zu widerlegen ist.
1913 wechselte Ruez zur Chemischen Fabrik nach Heufeld im Bezirk Aibling, wo er – unterbrochen vom Heeresdienst während des Ersten Weltkrieges – bis zu seiner Auswanderung als „Fabrikarzt“ tätig gewesen sein will, was aber die von ihm erhalten gebliebenen Kriegsstammrollen widerlegen: Dort werden als Berufe „Eisenbahn-Assistent a. D.“ bzw. „Kaufmann“ und „Versandleiter“ genannt. Da er in seiner „Familien-Chronik“ seinen wahren Beruf verschweigt, muss man mutmaßen, was er in der Chemischen Fabrik tatsächlich gemacht hat: Er war wohl zuständig für den Versand der Chemieprodukte per Bahn.

## Einsatz im Ersten Weltkrieg (1914–1918)
Ruez machte den Ersten Weltkrieg vollständig mit, wobei vor allem zwei Einsatzorte herausragen: Ab Oktober 1914 zog er mit der 1. Bayerischen Landwehr-Sanitätskompagnie zunächst ins belgische Antwerpen und danach bald weiter „in den Dreck der Champagne“. Im Bereich Somme-Py war er bis zum Frühjahr 1915 im Einsatz und wurde dann mit seiner Truppe an die Vogesenfront abkommandiert. Er wurde allerdings im März 1916 vor Ort zum Bayerischen Landwehr-Feldlazarett Nr. 1 versetzt, wo er bis September 1918 verblieb, bevor er dort im September 1918 wegen eines angeblichen Nervenzusammenbruchs zur Behandlung ins Lazarett in die Heimat geschickt wurde und damit der Krieg für ihn vorüber war.
Ruez schrieb selbst in seiner Chronik: „Im Vergleich zu dem, was andere gelitten haben, habe ich nichts erlebt.“ – weshalb er nur eine „Zusammenfassung“ gibt und keine „eingehende Beschreibung [s]einer Kriegserlebnisse“ mehr wie angeblich in seiner Erstfassung der Chronik. Auch in diesem Abschnitt seiner Erinnerungen versucht er den Eindruck zu erwecken, er habe als Arzt an der Front Dienst getan, während er tatsächlich nur als Sanitäts-Vizefeldwebel und später als Sanitäts-Feldwebel eingesetzt war. Auch seine in der Kriegsstammrolle dokumentierte „Gehirnerschütterung“ erlitt er nicht, wie von ihm niedergeschrieben, als Folge einer „Verschüttung“, sondern weil er mit dem Fahrrad gestürzt war.

## Wirken als deutschvölkisch-antisemitischer Agitator und Kompagnieführer der Einwohnerwehr „Oberland“
In seiner „Familien-Chronik“ outete sich Ruez als Gegner der Novemberrevolution 1918 und der Münchner Räterepublik, betätigte sich aber kaum selbst konterrevolutionär. Erst nach der Niederwerfung der Räteherrschaft engagierte er sich in einer lokalen Einheit der Einwohnerwehr. Nachdem er in seiner Chronik bereits seit 1917 antisemitische Ausfälle hatte, verfestigte sich dieser Judenhass im Laufe der Jahre 1919 bis 1921. Eine neue Qualität erreichte sein Antisemitismus, als er im Frühjahr 1920 einem „deutschen Orden“ (entweder dem Germanenorden oder der Thule-Gesellschaft), dem Deutschvölkischen Schutz- und Trutzbund und wenig später auch der jungen NSDAP beitrat und in den darauffolgenden Monaten als „Wanderprediger“ für den DVSTB im bayerischen Oberland unterwegs war, um mit ausgesprochen antisemitischen Vorträgen neue Mitglieder zu rekrutieren bzw. bei der Gründung neuer Ortsgruppen behilflich zu sein. Er selbst übernahm die Leitung der Ortsgruppe Mangfallgau und arbeitete auch der Ortsgruppe des ebenfalls völkisch ausgerichteten Deutschnationalen Handlungsgehilfen-Verbandes (DHV), Ortsgruppe Bruckmühl zu. Er war spätestens im Jahr 1920 Teil eines großen deutschvölkischen, antisemitischen und rechtsradikalen Netzwerkes.

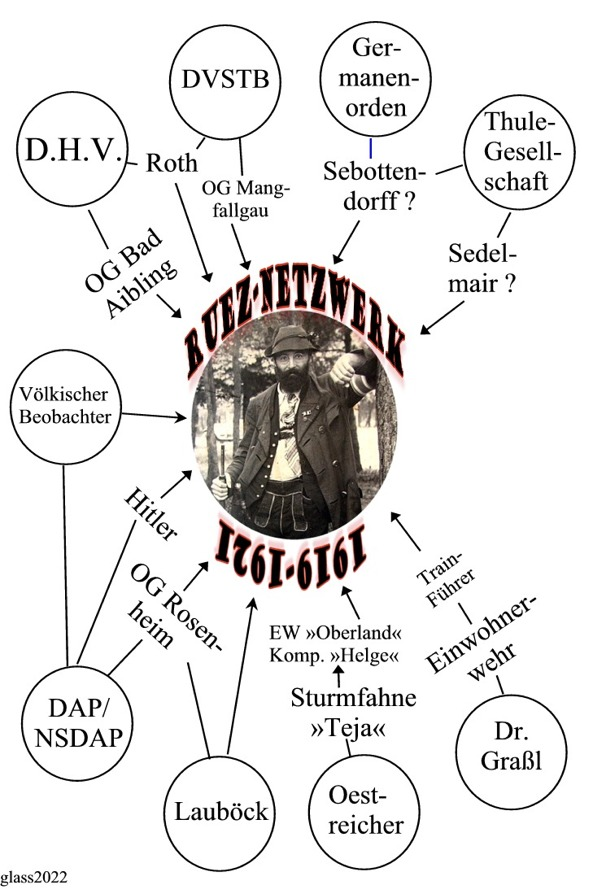
Übersicht über das deutschvölkisch-antisemitische Ruez-Netzwerk 1919–1921

Im September 1920 wurde er vom selbsternannten Hauptmann Ludwig Oestreicher als Kompagnieführer der Einwohnerwehr Sturmfahne Oberbayern rekrutiert, eine Aufgabe, die Ruez mit großem Engagement anging. Er war sogar Mitglied in einem Geheimbund um das ehemalige Freikorps Oberland, dessen Kompagnieführer am 19. Dezember 1920 einen Geheimschwur auf ihren Führer und „Diktator“ Josef „Beppo“ Römer abgelegt haben. Am Ende geriet er zusammen mit anderen Kompagnieführern der Einwohnerwehr der „Sturmfahne Oberland“ in einen Konflikt mit Adolf Hitler, als dieser sie aufforderte, ihm den Oberbefehl über ihre Kompagnien zu erteilen. Als in München in der NSDAP-Zentrale ruchbar wurde, dass Ruez in seiner Kompagnie merkwürdige Aufnahmeriten und geheimbündlerische Prozeduren einsetzte, wurde dieser Ende Januar 1921 aus der NSDAP ausgeschlossen, um nicht selbst im Falle des Öffentlichwerdens dieser Praktiken in die Kritik zu geraten. Überdies erregte er mit aggressiven Abwerbemethoden den Zorn anderer Einwohnerwehr-Führer, insbesondere bei Rudolf Kanzler in Rosenheim. Als sie das unisono ablehnten, wurden sie Ruez zufolge nacheinander aus der NSDAP ausgestoßen, was sich aber für andere Kompagnieführer nicht belegen lässt. Ruez wurde zwar wegen dieser Vorwürfe nicht als Kompagnieführer entlassen, aber de facto degradiert, indem man seine Kompagnie halbiert hat.
Außer dem Streit mit Hitler beklagte Ruez die Unterwanderung seiner Kompagnie mit „Spartakisten“, Anzeigen gegen ihn wegen seiner antisemitischen Ausfälle und hatte nach eigenen Angaben eine heftige Auseinandersetzung mit dem Münchner Polizeipräsidenten Ernst Pöhner, der ihn für die Königspartei werben wollte, was Ruez aber kategorisch ablehnte.
Angesichts dieser Probleme entschied sich Ruez – wohl relativ kurzfristig – für die Auswanderung nach Paraguay, blieb aber nach der Landung in Buenos Aires aus finanziellen Gründen in Argentinien hängen. Mit Hilfe der deutschen Botschaft reiste Ruez mit seiner Familie in den argentinischen Chaco, um sich dort eine Existenz als Siedler aufzubauen.

## Wirken als (falscher) Arzt

### „Arztwerdung“ im Chaco
Doch aus dem angestrebten Siedler-Dasein wurde nichts. Schon am ersten Tag in Charata (Chaco) half er – der gelernte Heeressanitäter – der Frau seines deutschen Zimmerwirtes erfolgreich bei einem „schweren Abort“, worauf ihm – nach eigener Darstellung – die örtlichen Behörden den Vorschlag gemacht haben, „in Charata als Arzt zu bleiben“, weil der vorhandene Arzt „Tag und Nacht besoffen war“ und „eine ganz üble Marke“ gewesen sei.
Wie genau es Ruez gelang, die zuständigen Gesundheitsbehörden zu täuschen und 1923 den begehrten und unabdingbaren „permiso“ zur Ausübung des Arztberufes zu bekommen, konnte bislang nicht geklärt werden, aber nach Lage der Dinge hat ihm der in der deutsch-argentinischen Community ebenso beliebte wie einflussreiche deutsche Redemptoristen-Pater Juan Holzer die Türen geöffnet.
Nach einem kurzen Intermezzo auf einer Siedlerstelle (Pampa) nahe bei Charata musste Ruez im März 1923 den tragischen Unfalltod seines Sohnes Ludwig hinnehmen – ein Schicksalsschlag, von dem er sich wohl nicht mehr so ganz erholte.

### Nomadenleben in Argentinien
„Dr. Ruez“ musste in den folgenden Jahren immer wieder umziehen, weil er seine Arztstelle jeweils an einen neu zuziehenden argentinischen Arzt abtreten musste, was aber der damaligen Gesetzeslage entsprach. Eine seiner neuen Wirkungsstätten war z. B. 1924 die deutsch-russische Kolonie Santa Maria bei General Acha in der Pampa Central. Ein Jahr später wurde er in Unanué in der Nähe zum Polizeiarzt ernannt.
1927 zog er nach einer Missernte und entsprechenden wirtschaftlichen Verlusten in die Hauptstadt Buenos Aires, wo er zwei Jahre als „Direktor der Wissenschaftlichen Abteilung“ der dortigen Niederlassung der Dresdner Gehe-Werke tätig gewesen sein will.
1929 arbeitete er einen Monat lang als „Assistent der Inneren Abteilung im deutschen Hospital“. Der dortige Chefarzt Ludwig Merzbacher habe ihn aber als Hausarzt zur politisch einflussreichen Familie Carlos Maria de Alvear vermittelt, wo er ein ganzes Jahr tätig war. Anschließend hat er für kurze Zeit als „Spezialarzt für Nerven- und Geisteskranke im Sanatorium Santa Fé“ in Buenos Aires gearbeitet, war aber mit den Arbeitsbedingungen nicht zufrieden und zog 1930 als Arzt in die Kolonie Santa Anita in Entre Ríos. Weil er aber dort wegen eines „Spezialgesetzes“ als ausländischer Arzt nicht praktizieren durfte, versuchte er mit Hilfe seiner Beziehungen den „permiso“ zu bekommen, wofür er eine Prüfung hätte ablegen sollen – was er aus nachvollziehbaren Gründen ablehnte, denn spätestens dann wäre seine Köpenickiade wohl aufgefallen. Stattdessen zog er 1931 nach Puerto Rico, eine deutsch-brasilianische Kolonie am Alto Paraná in Misiones, wo gerade eine heftige Malaria-Epidemie im Gange war und er sich bei der Behandlung der vielen Kranken nützlich machen konnte, wobei ihm seine Beziehungen zu den Gehe-Werken für die Beschaffung der benötigten Medikamente sehr hilfreich waren. Obwohl er in Puerto Rico menschlich und als Arzt nicht wirklich zurechtkam, blieb er erst einmal da, auch weil er in den Kauf eines Hauses und einer Apotheke investiert hatte und beides nicht ohne Verlust hätte verkaufen können.
1935 erhielt er eine Stelle als Arzt in einer deutschen Kolonie in Bemberg am Alto Paraná, aber nach einem Jahr saß er wieder auf der Straße. Auch weil seine schon lange kränkelnde Frau Zdenka das Klima in Bemberg nicht ertrug, zogen sie Ende 1936 wieder zurück nach Puerto Rico, wo er aber nur leidlich als Arzt arbeiten und kaum Einnahmen generieren konnte. Hinzu kam ein politischer Konflikt mit den Nazis in der deutschen Community, als diese anfingen, gegen den katholischen Pfarrer und den Katholizismus zu hetzen. Scheinbar hatte Ruez zu diesem Zeitpunkt bereits vergessen, dass er in jüngeren Jahren (1920/21) selbst ein Nazi durch und durch war und wohl nur durch seinen Konflikt mit Hitler daran gehindert wurde, in der NSDAP „etwas zu werden“. Die örtlichen Nazis jedenfalls denunzierten Ruez und seine Familie bei der Deutschen Botschaft und erreichten 1940 den Entzug der deutschen Staatsangehörigkeit für Ruez, seine Frau und seinen Sohn Ludwig, die aber zu diesem Zeitpunkt ja bereits tot waren.
Seine Jahre in Argentinien während des Zweiten Weltkrieges waren für ihn als Deutschen alles andere als einfach, menschlich wie beruflich. Zu seinem runden Geburtstag am 10. Mai 1945 zog Ruez das bittere Fazit: „60 Jahre alt! 60 Jahre unnütz gelebt!“
Auf den Tag genau zwei Jahre später bekam aber sein „unnützes Leben“ wieder einen Sinn: Er heiratete in Puerto Rico Matilde Simek, eine Deutschbrasilianerin, die ihm in den Jahren danach weitere vier Kinder gebar, von denen heute noch drei am Leben sind.
1950 bekam er wieder ein neues Stellenangebot als Arzt in der Siedlung Los Angeles bei Esperanza am Alto Paraná, was sich allerdings am Ende als Flop erwies, sodass Ruez und seine Familie Ende 1951 weiter nach Jardín America, einer weiteren Kolonie, zogen, weil dort ein Arzt fehlte, doch auch hier war sein berufliches Engagement bereits Anfang 1953 wieder beendet.
Einige weitere Stationen folgten, bis Ruez mit seiner Familie nach zehn Jahren 1960 wieder nach Puerto Rico zurückkehrte, wo er auch die restlichen Jahre bis zu seinem Tod im Jahr 1967 verbrachte.

## Werke/Schriften
Er nannte sich zwar schon 1920 „Schriftsteller“, aber sein schriftstellerisches Werk lässt sich in zwei höchst unterschiedliche Perioden einteilen:
Die erste Phase in den letzten zwei Jahren vor der Auswanderung blieb sehr überschaubar. Unter seinem Ordensnamen Heinrich vom See verfasste er im Auftrag des DVSTB eine »Anleitung zu Vorträgen über die Judenfrage« 

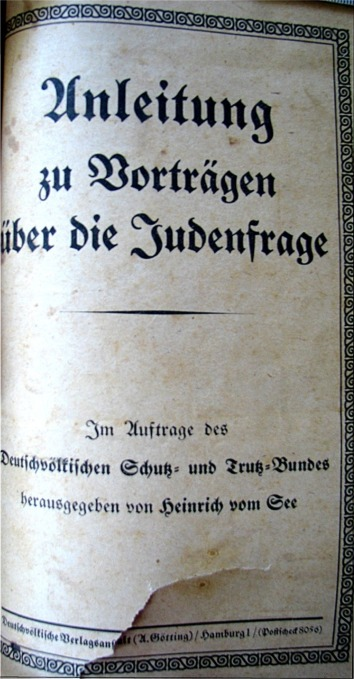
Antisemitische Broschüre von L. F. Ruez alias Heinrich vom See 1920

 und fungierte 1920 ein paar Monate als freier Mitarbeiter für den Völkischen Beobachter und schrieb meist Berichte über Vortragsveranstaltungen für den DVSTB im Raum Rosenheim und Bad Aibling.
Die zweite Phase begann erst ein paar Jahre nach seiner Einwanderung in Argentinien, nachdem er seine Rolle als (falscher) Arzt gefunden hatte. Seine Schriften, über die er teils in seiner „Familien-Chronik“ berichtet, die sich aber nicht immer nachweisen ließen, haben autobiographische und pseudowissenschaftliche Themen, die aus heutiger Sicht recht dilettantisch erscheinen. Eine sechswöchige „Expedition zu den Sitzen der Indianer“ 1928 dokumentierte er in „meinen wissenschaftlichen Veröffentlichungen, die Bildausbeute in einem eigenen Album“.
Ruez ist in der Deutschen Nationalbibliothek mehrfach vertreten, u. a. mit seiner 1931 verfassten Abhandlung „Zur Aufklärung über die Malaria“. Außerdem reichte er 1938 zum damals von der American Guild for German Cultural Freedom ausgelobten Literaturwettbewerb unter dem Pseudonym Migi Seefeld drei Manuskripte ein, die aber allesamt erfolglos blieben.